# Hubert Weber
Hubert Weber (Wenen, 1939) is een Oostenrijks jurist.
Weber behaalde een doctoraat in de rechten aan de Universiteit van Wenen. Hij werkte van 1959 tot 1970 voor de Oostenrijkse overheid en werd dan auditor bij het Oostenrijkse Rekenhof. Nadat Oostenrijk in 1995 toetrad tot de Europese Unie werd Weber het eerste Oostenrijkse lid van de Europese Rekenkamer. Hij bekleedde deze functie tot en met maart 2011. Tussen januari 2005 en januari 2008 was hij bovendien voorzitter van de Rekenkamer. 